# Collar
Pour les articles ayant des titres homophones, voir Colard, Collard, Collart et Kolar.
Un collar, aussi appelé un tunnel, est en termes de finance une combinaison de cap et de floor dont l'objectif est de réduire le coût de la couverture contre le risque de taux.
Il existe des collars pour des prêteurs et emprunteurs à taux variable. Pour un emprunteur à taux variable (qui a un risque de hausse des taux) qui fait un collar emprunteur, on suppose qu'il achète un cap et vend un floor. Le cap établit donc le plafond que le taux d'intérêt d'emprunt ne peut dépasser, tandis que le floor établit le taux d'intérêt minimum des coûts d'emprunt.
En émettant un floor l'emprunteur reçoit une prime qui compense le cout du cap.
Un collar très populaire est le zero-cost collar. Celui-ci est obtenu en faisant varier les prix d'exercice du cap et du floor de telle sorte que leur prime se compensent exactement.